# Mass Effect: Ascension
Mass Effect: Ascension è un romanzo di fantascienza dell'autore canadese Drew Karpyshyn, ispirato alla serie di videogiochi di Mass Effect di cui l'autore è uno dei principali sceneggiatori. Dal punto di vista temporale, la storia è ambientata nel periodo che intercorre tra gli eventi narrati in Mass Effect e quelli narrati in Mass Effect 2.

## Trama
La scienziata Kahlee Sanders ha lasciato l'Alleanza dei Sistemi per entrare nel Progetto Ascension, un programma di ricerca umano che ha lo scopo di aiutare i bambini biotici a gestire i loro eccezionali poteri. Lo studente più promettente e dotato è Gillian Grayson, una bambina autistica di 12 anni.
Le non comuni capacità della bambina attirano le attenzioni di un'oscura organizzazione per la supremazia umana, Cerberus, che inizia a sabotare il programma di ricerca conducendo esperimenti illegali sui bambini. Una volta noti i piani di Cerberus, il padre della bambina la sottrae al Progetto Ascension per dirigersi verso il pericoloso territorio dei Sistemi Terminus. Kahlee Sanders li accompagna, desiderosa di proteggere la bambina, ignara però del fatto che l'uomo è egli stesso un operativo di Cerberus.
Per salvare la bambina dal suo stesso padre, Kahlee vagherà per i luoghi più oscuri della galassia fino a giungere sulla Flotta Migrante dei quarian, teatro di un epico scontro finale.

## Edizione italiana
- Drew Karpyshyn, Mass Effect: Ascension, Multiplayer.it Edizioni, 2010,  pp. 272 pp., ISBN 978-0-345-49852-6.